# Кельнський бульвар
Кельнський бульвар — пішохідна вулиця у центральній частині Дніпра – між проспектом Дмитра Яворницького та вулицею Шевченка. Бульваром проходить межа між Шевченківським та Соборним адміністративними районами міста. Це одна з найкоротших вулиць Дніпра, довжиною всього 160 метрів.
Бульвар створений у вересні 2004 року шляхом відокремлення частини Виконкомівської вулиці.

## Історія
Бульвар, як частина вулиці Заводської, існував вже у першій половині XIX сторіччя. Вважається, що тут був зведений перший кам'яний будинок Катеринослава. У 1869 році на його місці почалося будівництво міської управи, вулицю було перейменовано на Управську. Після відкриття на вулиці пожежної частини, над будівлею міської управи добудовується триповерхова дерев'яна пожежна каланча. У 1870-х навпроти управи зводиться двоповерховий будинок, що зберігся і нині (пр. Яворницького, 49) і є найстарішою будівлею на бульварі. 
У 1899 році застарілий будинок міської управи зносять, і вже у 1901 на його місці з'являється нова будівля міської думи за проектом архітектора Дмитра Скоробогатова. У 1923 році вулицю перейменовано на Виконкомівську. У вересні 2004 частину вулиці Виконкомівської (від проспекту Дмитра Яворницького до вулиці Шевченка) виокремлюють у Катеринославський бульвар.
У 2007 році на розі бульвару і проспекту Яворницького (тоді Карла Маркса) встановили скульптуру невідомому чоловіку, що сидить на лавці. За неофіційними даними, це  пам'ятник відомому архітектору та бізнесмену міста Геннадію Аксельроду, встановлений до його сорокаріччя на кошти друзів та компаньйонів по бізнесу.

У вересні 2021 року на бульварі встановили семиметрову скульптуру "Атлант".
20 грудня 2023 року Дніпровська міська рада перейменувала Катеринославський бульвар на Кельнський бульвар, на честь міста-побратима Кельна.

У травні 2024 року по середині вулиці спорудили штучний струмок, що символізує закриту в колектор річку Жабокряч, котра протікає під бульваром. На даний час це найдовший штучний струмок в Україні.

## Галерея

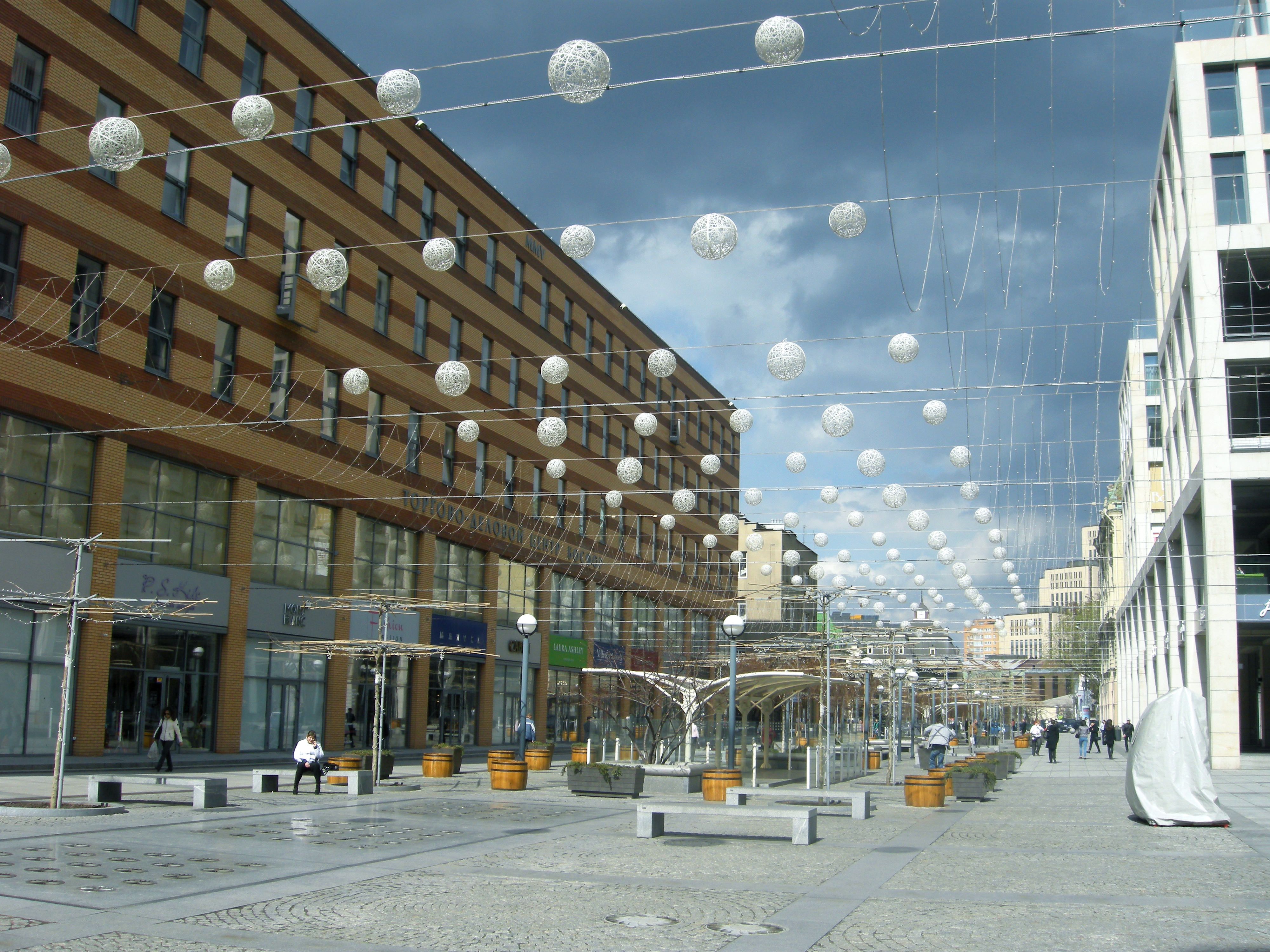

- Русло штучного струмка на Кельнському бульварі

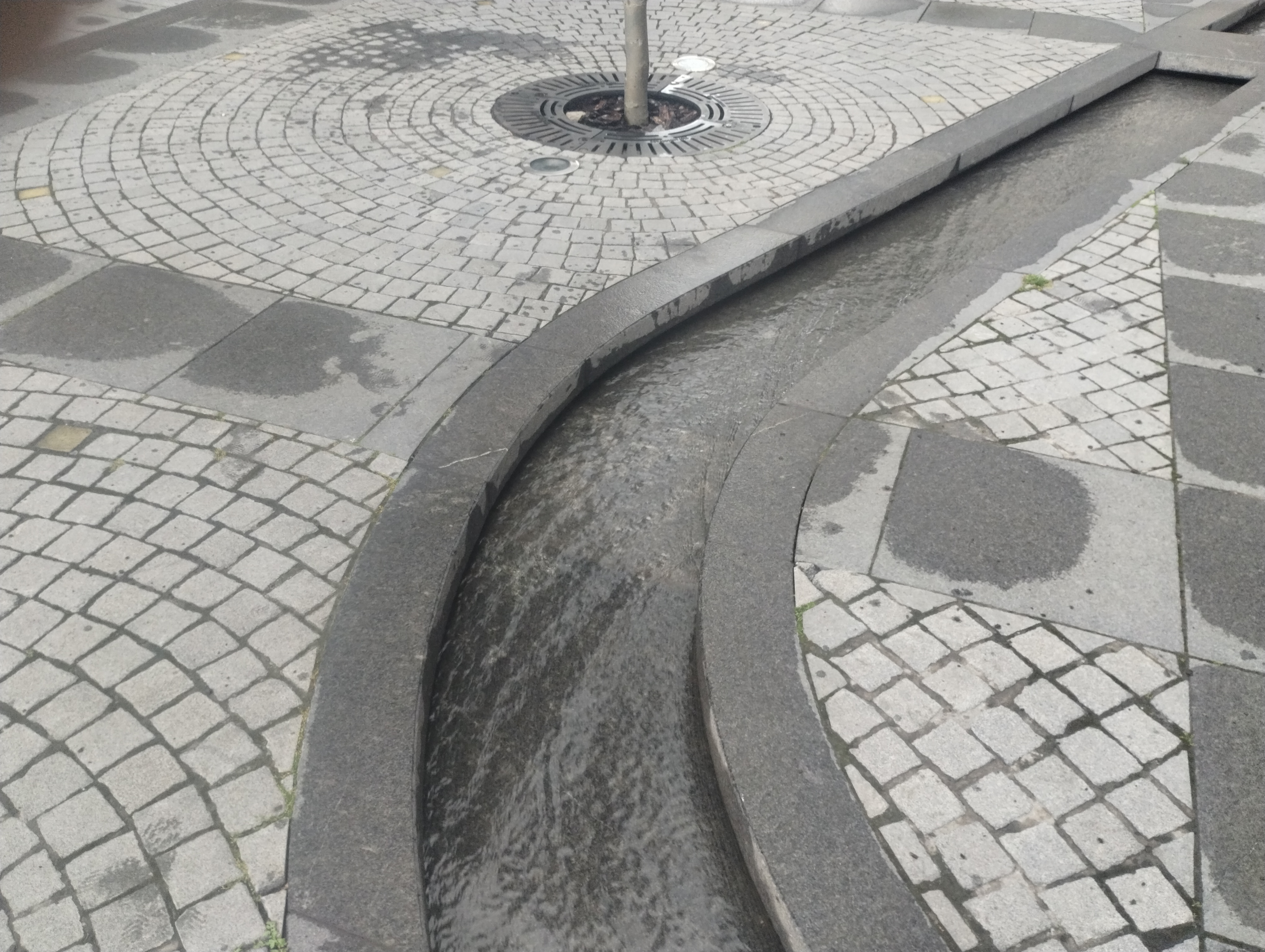
Штучний струмок